# 多甲藻素
多甲藻素（英語：Peridinin）是一种天然色素，可与叶绿素和蛋白质组成多甲藻素-叶绿素-蛋白质复合物（Peridinin-chlorophyll-protein complex，缩写PCP或PerCP），是横裂甲藻纲甲藻 Amphidinium carterae 的捕光复合体